# Hendersonina sacchari
Hendersonina sacchari — вид грибів, що належить до монотипового роду  Hendersonina.